# Mattias Jonson
Mattias Jonson (Kumla, 16 gennaio 1974) è un ex calciatore svedese, di ruolo attaccante.

## Carriera

### Örebro
Cresciuto nell'IFK Kumla e nel Karlslunds IF, nel 1992 passa all'Örebro dove debutta molto giovane, subito in una delle squadre di vertice dell'Allsvenskan.

### Helsingborg
Nel 1996 passa ai rivali dell'Helsingborg, dove si fa notare dalla nazionale svedese, nella quale debutta nel febbraio 1996. Con la maglia rosso-blu vince l'Allsvenskan nel 1999, prima di lasciarla alla fine della stessa stagione.

### Brøndby
Lasciato il campionato svedese, nel 1999 passa al Brøndby, in Superligaen. Riceve subito la stima dell'allenatore Åge Hareide, che dapprima lo fa giocare come punta centrale, poi come ala sinistra d'attacco. Con il Brøndby mostra spesso le sue capacità realizzative. Da ricordare è la partita di ritorno della Coppa UEFA 2001-2002 contro i croati del Varteks, nella quale grazie al supporto di una sua tripletta la squadra danese riesce a ribaltare il risultato dell'andata (3-1 per i croati), vincendo 5-0 al ritorno, per un totale di 6 a 3 che permette il passaggio del turno ai danesi. Mattias segnò un'altra tripletta nel match di campionato vinto 5-0 contro l'Akademisk Boldklub. Grazie anche alle sue reti, il Brøndby IF riesce a vincere il campionato danese della stagione 2001-2002. Nella stagione 2002-2003 è stato il miglior realizzatore del Brøndby con 11 gol, e in quella stagione ha vinto la Coppa di Danimarca.

### Norwich City
Dopo l'Europeo di Portogallo 2004 prova il salto di qualità andando, al costo di 850,000£, in Premier League con il Norwich City. Nonostante un campionato di buon livello (anche se senza reti) decide di lasciare la Premiership per tornare in Svezia.

### Djurgården
Nel 2005 si trasferisce al Djurgården, dove nella sua prima stagione aiuta la squadra svedese a vincere Allsvenskan e Coppa di Svezia. L'8 novembre 2009 realizza il gol decisivo per la permanenza nella massima serie del suo club, segnando nei supplementari al 116º minuto dello spareggio di ritorno contro l'Assyriska. Si ritira alla fine del campionato 2011.

### Nazionale
Ha esordito in nazionale svedese nel febbraio del 1996. Ha partecipato alla Coppa del Mondo FIFA 2002, dove ha giocato 2 partite come sostituto; ad Euro 2004, dove inizialmente partì dalla panchina, e successivamente giocò 3 partite sulle 4 disputate dalla Svezia, segnando 1 gol contro la Danimarca; ha rappresentato la nazionale svedese anche ai Mondiali di calcio Germania 2006, dove prese parte a tutti i match della sua nazionale. Inizialmente subentrante, ma nelle ultime 2 gare ha giocato come titolare. Ha terminato la sua esperienza in nazionale dopo i Mondiali tedeschi con 57 presenze e 9 reti segnate.

## Statistiche

### Cronologia presenze e reti in nazionale
| Cronologia completa delle presenze e delle reti in nazionale ― Svezia | Cronologia completa delle presenze e delle reti in nazionale ― Svezia | Cronologia completa delle presenze e delle reti in nazionale ― Svezia | Cronologia completa delle presenze e delle reti in nazionale ― Svezia | Cronologia completa delle presenze e delle reti in nazionale ― Svezia | Cronologia completa delle presenze e delle reti in nazionale ― Svezia | Cronologia completa delle presenze e delle reti in nazionale ― Svezia | Cronologia completa delle presenze e delle reti in nazionale ― Svezia |
| Data                                                                  | Città                                                                 | In casa                                                               | Risultato                                                             | Ospiti                                                                | Competizione                                                          | Reti                                                                  | Note                                                                  |
| --------------------------------------------------------------------- | --------------------------------------------------------------------- | --------------------------------------------------------------------- | --------------------------------------------------------------------- | --------------------------------------------------------------------- | --------------------------------------------------------------------- | --------------------------------------------------------------------- | --------------------------------------------------------------------- |
| 22-2-1996                                                             | Hong Kong                                                             | Giappone                                                              | 1 – 1 dts (4 – 5 dtr)                                                 | Svezia                                                                | Amichevole                                                            | -                                                                     | 79’                                                                   |
| 28-2-1996                                                             | Sydney                                                                | Australia                                                             | 0 – 0                                                                 | Svezia                                                                | Amichevole                                                            | -                                                                     | 70’                                                                   |
| 6-8-1997                                                              | Malmö                                                                 | Svezia                                                                | 1 – 0                                                                 | Lituania                                                              | Amichevole                                                            | -                                                                     | 74’                                                                   |
| 10-9-1997                                                             | Stoccolma                                                             | Svezia                                                                | 1 – 0                                                                 | Lettonia                                                              | Qual. Mondiali 1998                                                   | 1                                                                     | 67’                                                                   |
| 11-10-1997                                                            | Solna                                                                 | Svezia                                                                | 1 – 0                                                                 | Estonia                                                               | Qual. Mondiali 1998                                                   | -                                                                     | 66’                                                                   |
| 24-1-1998                                                             | Orlando                                                               | Stati Uniti                                                           | 1 – 0                                                                 | Svezia                                                                | Amichevole                                                            | -                                                                     | 86’                                                                   |
| 29-1-1998                                                             | Kingston                                                              | Giamaica                                                              | 0 – 0                                                                 | Svezia                                                                | Amichevole                                                            | -                                                                     | 77’                                                                   |
| 10-2-1999                                                             | Tunisi                                                                | Tunisia                                                               | 0 – 1                                                                 | Svezia                                                                | Amichevole                                                            | -                                                                     | 84’                                                                   |
| 28-4-1999                                                             | Dublino                                                               | Irlanda                                                               | 2 – 0                                                                 | Svezia                                                                | Amichevole                                                            | -                                                                     | 80’                                                                   |
| 27-5-1999                                                             | Solna                                                                 | Svezia                                                                | 2 – 1                                                                 | Giamaica                                                              | Amichevole                                                            | -                                                                     | 46’                                                                   |
| 27-11-1999                                                            | Pretoria                                                              | Sudafrica                                                             | 1 – 0                                                                 | Svezia                                                                | Amichevole                                                            | -                                                                     | 88’                                                                   |
| 31-1-2000                                                             | La Manga                                                              | Svezia                                                                | 1 – 0                                                                 | Danimarca                                                             | Amichevole                                                            | -                                                                     | 89’                                                                   |
| 4-2-2000                                                              | La Manga                                                              | Svezia                                                                | 1 – 1                                                                 | Norvegia                                                              | Amichevole                                                            | -                                                                     | 80’                                                                   |
| 23-2-2000                                                             | Palermo                                                               | Italia                                                                | 1 – 0                                                                 | Svezia                                                                | Amichevole                                                            | -                                                                     | 66’                                                                   |
| 29-3-2000                                                             | Vienna                                                                | Austria                                                               | 1 – 1                                                                 | Svezia                                                                | Amichevole                                                            | -                                                                     | 57’                                                                   |
| 7-10-2000                                                             | Göteborg                                                              | Svezia                                                                | 1 – 1                                                                 | Turchia                                                               | Qual. Mondiali 2002                                                   | -                                                                     | 63’                                                                   |
| 11-10-2000                                                            | Bratislava                                                            | Slovacchia                                                            | 0 – 0                                                                 | Svezia                                                                | Qual. Mondiali 2002                                                   | -                                                                     | 47’                                                                   |
| 12-2-2001                                                             | Bangkok                                                               | Cina                                                                  | 2 – 2                                                                 | Svezia                                                                | Amichevole                                                            | -                                                                     | 50’                                                                   |
| 17-2-2001                                                             | Bangkok                                                               | Svezia                                                                | 3 – 0                                                                 | Cina                                                                  | Amichevole                                                            | 1                                                                     | 79’                                                                   |
| 28-3-2001                                                             | Chișinău                                                              | Moldavia                                                              | 0 – 2                                                                 | Svezia                                                                | Qual. Mondiali 2002                                                   | -                                                                     | 46’                                                                   |
| 2-6-2001                                                              | Stoccolma                                                             | Svezia                                                                | 2 – 0                                                                 | Slovacchia                                                            | Qual. Mondiali 2002                                                   | -                                                                     | 73’                                                                   |
| 5-9-2001                                                              | Istanbul                                                              | Turchia                                                               | 1 – 2                                                                 | Svezia                                                                | Qual. Mondiali 2002                                                   | -                                                                     | 78’                                                                   |
| 27-3-2002                                                             | Malmö                                                                 | Svezia                                                                | 1 – 1                                                                 | Svizzera                                                              | Amichevole                                                            | -                                                                     | 46’                                                                   |
| 12-6-2002                                                             | Rifu                                                                  | Svezia                                                                | 1 – 1                                                                 | Argentina                                                             | Mondiali 2002 - 1º turno                                              | -                                                                     | 68’                                                                   |
| 16-6-2002                                                             | Oita                                                                  | Svezia                                                                | 1 – 2 gg                                                              | Senegal                                                               | Mondiali 2002 - Ottavi di finale                                      | -                                                                     | 99’                                                                   |
| 7-9-2002                                                              | Riga                                                                  | Lettonia                                                              | 0 – 0                                                                 | Svezia                                                                | Qual. Euro 2004                                                       | -                                                                     | 56’                                                                   |
| 12-10-2002                                                            | Stoccolma                                                             | Svezia                                                                | 1 – 1                                                                 | Ungheria                                                              | Qual. Euro 2004                                                       | -                                                                     | 67’                                                                   |
| 16-10-2002                                                            | Göteborg                                                              | Svezia                                                                | 2 – 3                                                                 | Portogallo                                                            | Amichevole                                                            | -                                                                     | 59’                                                                   |
| 2-4-2003                                                              | Budapest                                                              | Ungheria                                                              | 1 – 2                                                                 | Svezia                                                                | Qual. Euro 2004                                                       | -                                                                     | 90+2’                                                                 |
| 30-4-2003                                                             | Stoccolma                                                             | Svezia                                                                | 1 – 2                                                                 | Croazia                                                               | Amichevole                                                            | -                                                                     | 68’                                                                   |
| 7-6-2003                                                              | Serravalle                                                            | San Marino                                                            | 0 – 6                                                                 | Svezia                                                                | Qual. Euro 2004                                                       | 3                                                                     |                                                                       |
| 11-6-2003                                                             | Stoccolma                                                             | Svezia                                                                | 3 – 0                                                                 | Polonia                                                               | Qual. Euro 2004                                                       | -                                                                     | 72’                                                                   |
| 6-9-2003                                                              | Göteborg                                                              | Svezia                                                                | 5 – 0                                                                 | San Marino                                                            | Qual. Euro 2004                                                       | 1                                                                     | 73’                                                                   |
| 10-9-2003                                                             | Varsavia                                                              | Polonia                                                               | 0 – 2                                                                 | Svezia                                                                | Qual. Euro 2004                                                       | -                                                                     | 85’                                                                   |
| 11-10-2003                                                            | Stoccolma                                                             | Svezia                                                                | 0 – 1                                                                 | Lettonia                                                              | Qual. Euro 2004                                                       | -                                                                     |                                                                       |
| 18-11-2003                                                            | Il Cairo                                                              | Egitto                                                                | 1 – 0                                                                 | Svezia                                                                | Amichevole                                                            | -                                                                     | 46’                                                                   |
| 31-3-2004                                                             | Göteborg                                                              | Svezia                                                                | 1 – 0                                                                 | Inghilterra                                                           | Amichevole                                                            | -                                                                     | 46’                                                                   |
| 5-6-2004                                                              | Stoccolma                                                             | Svezia                                                                | 3 – 1                                                                 | Polonia                                                               | Amichevole                                                            | -                                                                     | 64’                                                                   |
| 18-6-2004                                                             | Porto                                                                 | Italia                                                                | 1 – 1                                                                 | Svezia                                                                | Euro 2004 - 1º turno                                                  | -                                                                     | 67’                                                                   |
| 22-6-2004                                                             | Porto                                                                 | Danimarca                                                             | 2 – 2                                                                 | Svezia                                                                | Euro 2004 - 1º turno                                                  | 1                                                                     |                                                                       |
| 26-6-2004                                                             | Faro                                                                  | Svezia                                                                | 0 – 0 dts (4 – 5 dtr)                                                 | Paesi Bassi                                                           | Euro 2004 - Quarti di finale                                          | -                                                                     | 64’                                                                   |
| 18-8-2004                                                             | Solna                                                                 | Svezia                                                                | 2 – 2                                                                 | Paesi Bassi                                                           | Amichevole                                                            | 1                                                                     | 61’                                                                   |
| 4-9-2004                                                              | Ta' Qali                                                              | Malta                                                                 | 0 – 7                                                                 | Svezia                                                                | Qual. Mondiali 2006                                                   | -                                                                     | 78’                                                                   |
| 8-9-2004                                                              | Göteborg                                                              | Svezia                                                                | 0 – 1                                                                 | Croazia                                                               | Qual. Mondiali 2006                                                   | -                                                                     | 73’ 85’                                                               |
| 26-3-2005                                                             | Sofia                                                                 | Bulgaria                                                              | 0 – 3                                                                 | Svezia                                                                | Qual. Mondiali 2006                                                   | -                                                                     | 80’                                                                   |
| 4-6-2005                                                              | Göteborg                                                              | Svezia                                                                | 6 – 0                                                                 | Malta                                                                 | Qual. Mondiali 2006                                                   | 1                                                                     | 62’                                                                   |
| 3-9-2005                                                              | Solna                                                                 | Svezia                                                                | 3 – 0                                                                 | Bulgaria                                                              | Qual. Mondiali 2006                                                   | -                                                                     | 80’                                                                   |
| 7-9-2005                                                              | Budapest                                                              | Ungheria                                                              | 0 – 1                                                                 | Svezia                                                                | Qual. Mondiali 2006                                                   | -                                                                     | 82’                                                                   |
| 8-10-2005                                                             | Zagabria                                                              | Croazia                                                               | 1 – 0                                                                 | Svezia                                                                | Qual. Mondiali 2006                                                   | -                                                                     | 66’                                                                   |
| 18-1-2006                                                             | Riad                                                                  | Arabia Saudita                                                        | 1 – 1                                                                 | Svezia                                                                | Amichevole                                                            | -                                                                     | 85’                                                                   |
| 23-1-2006                                                             | Abu Dhabi                                                             | Svezia                                                                | 0 – 0                                                                 | Giordania                                                             | Amichevole                                                            | -                                                                     | 73’                                                                   |
| 1-3-2006                                                              | Dublino                                                               | Irlanda                                                               | 3 – 0                                                                 | Svezia                                                                | Amichevole                                                            | -                                                                     | 61’                                                                   |
| 2-6-2006                                                              | Stoccolma                                                             | Svezia                                                                | 1 – 1                                                                 | Cile                                                                  | Amichevole                                                            | -                                                                     | 46’                                                                   |
| 10-6-2006                                                             | Dortmund                                                              | Svezia                                                                | 0 – 0                                                                 | Trinidad e Tobago                                                     | Mondiali 2006 - 1º turno                                              | -                                                                     | 78’                                                                   |
| 15-6-2006                                                             | Berlino                                                               | Svezia                                                                | 1 – 0                                                                 | Paraguay                                                              | Mondiali 2006 - 1º turno                                              | -                                                                     | 68’                                                                   |
| 20-6-2006                                                             | Colonia                                                               | Svezia                                                                | 2 – 2                                                                 | Inghilterra                                                           | Mondiali 2006 - 1º turno                                              | -                                                                     | 54’                                                                   |
| 24-6-2006                                                             | Monaco di Baviera                                                     | Germania                                                              | 2 – 0                                                                 | Svezia                                                                | Mondiali 2006 - Ottavi di finale                                      | -                                                                     | 48’ 52’                                                               |
| Totale                                                                |                                                                       | Presenze                                                              | 57                                                                    |                                                                       | Reti                                                                  | 9                                                                     |                                                                       |

## Palmarès

### Club

#### Competizioni nazionali
- Allsvenskan: 2

Helsingborg: 1999
Djurgården: 2005
- Superligaen: 1

Brøndby: 2002
- Coppa di Svezia: 2

Djurgården: 2005
- Coppa di Danimarca: 1

Brøndby: 2005